# Mesquita Abdel Nasser Jamal
A Mesquita Jamal Abdel Nasser (em árabe: مسجد جمال عبد الناصر Masjid Jamal 'Abd an-Nasser) é uma mesquita situada em Ramala, na região central da Cisjordânia. É a maior mesquita da cidade e localiza-se na zona central. Recebeu este nome em homenagem ao presidente egípcio e líder árabe Gamal Abdel Nasser.